# Mirosternus varicolor
Mirosternus varicolor là một loài bọ cánh cứng thuộc họ Ptinidae.